# 周美玉
周美玉（1910年—2001年3月13日），生於北京，籍貫浙江慈谿，是首位女性中華民國陸軍軍醫少將、第二位女性中華民國少將，曾任國防醫學院護理系主任、臺北榮民總醫院護理部主任，人稱「軍護之母」，第十屆醫療奉獻獎得主。

## 生平
周美玉生於1910年，出生地為北京，籍貫浙江省慈谿縣，信仰基督教。她幼時家境優渥，念的是貴族學校。1930年畢業於協和醫學院護理科。協和醫學院是教會辦的學府，雖然與周美玉同時就讀的尚有他人，如省立護專校長徐藹諸，但畢業後，留在協和醫院當護士長，除她之外卻沒有第二人。
周美玉在河北省定縣擔任中華平民教育促進會衛生部之護理部主任兼該部附設護理學校校長期間，即致力建立鄉村公共衛生制度，並積極推展護理教育。
1937年，周美玉參加戰區護理隊，因感戰時護理人力不足、制度脆弱、專業水準不一，創辦軍中護理制度，任戰時護理人員訓練所主任。她擔任中華民國紅十字會救護總隊護理負責人。戰時，她還在鄉間推展母親托兒制度，訓練婦女當保母，以替農忙的農民、或城市女性照顧孩子。
彼時戰區談不上衛生，傷兵的棉襖長滿蝨子，無法自行上茅房的士兵排便在病床上，各種傳染在戰區蔓延。護理人員為了預防被傷兵傳染，領口、袖口都用繃帶紮緊，即使如此，護士染病還是時有所聞。周美玉著手改善環境，包括用烙鐵燙棉被消毒；將輕、重症病患分區；用空宅門板充當床板；讓傷兵與地上的糞便隔離。
因抗戰，周美玉獲得忠勤勳章、光華甲種一等獎章、及美國的總統自由勳章。後人稱「軍護之母」。
1945年，洛克菲勒基金會兩度邀周美玉訪英訪美。
1947年，軍醫學校與衛生人員訓練所合併，於上海江灣成立國防醫學中心，周美玉出任該校護理系創系主任。次年，她到美國進修，並且參與榮總的籌備規劃。她獲得洛克菲勒基金會獎學金，先後獲麻省理工學院公共衛生學碩士、哥倫比亞大學教育學碩士兩項學位。其碩士證書還是從艾森豪親手接獲。
當時只有護校，為培育高級護理人員，周美玉主動求見當時的國防部長俞大維，要求成立大學護理系。遂1954年，創辦四年制大學部護理系。她寫有兩部教材，《護理訓練綱要》、《戰時衛生人員工作規程》。
周美玉與宋美齡熟稔，不但是中央評議委員、婦聯會委員，也是中華基督教婦女祈禱會成員。當時在國防醫學院擔任系主任以上的人員，都具有將級以上官階，唯獨護理系女主任周美玉仍是校級，因此她極力爭取男女平等。1956年9月25日在陸軍總部由黃主持晉升少將佈達典禮，為第一位女性的陸軍軍醫少將、第二位中華民國國軍女將軍，晉階前她作了十七年的上校，第一位國軍女將軍則是早年在中國大陸晉升的姜毅英。
1959年，周美玉赴美考察美國護理教育一年。這次美國之行中，為國防醫學院勸募了一筆數達十二萬美金的民間捐款。用以修建護士宿舍，並以美國職業婦女社出力最多的麥範德之名字稱之為「麥範護士宿舍」。1960年4月6日搭乘海明輪返回臺灣。
1964年12月7日，周美玉以榮民總醫院護理部主任身分由蔣總統核定頒發陸海空軍褒狀，退輔會主委趙聚鈺代為頒授。
1971年，周美玉自軍中退役，轉任國防醫學院護理系專任教授，七十歲退休後仍擔任榮譽教授一職。退休後獨身在國防醫學院宿舍裡，由國防醫學院護理系學生輪流照顧，1999年因跌跤骨折靠輪椅度日。
2000年，由國防醫學院護理系副教授趙鳳宜代領第十屆醫療奉獻獎。周美玉於該年10月再次跌倒傷及頭部，送三軍總醫院接受開顱手術，便未再清醒。2001年3月13日因心肺感染在導致心肺衰竭死亡，終生未婚，4月7日於台北市基督教浸信會懷恩堂舉行告別式。
原葬於陽明山第一公墓，後該墓園土石滑落、大理石崩壞與圍籬傾倒，國防醫學院護理系校友會遂提案遷厝，於2018年3月10日由軍醫局局長陳建同主持追思晉塔儀式，遷至五指山國軍示範公墓國軍忠靈殿。